# Хацукаити
Хацукаити (яп. 廿日市市 Хацукаити-си) — город в Японии, находящийся в префектуре Хиросима. Площадь города составляет 489,36 км², население — 112 752 человека (1 июля 2014), плотность населения — 230,41 чел./км².

## Географическое положение
Город расположен на острове Хонсю в префектуре Хиросима региона Тюгоку. С ним граничат города Хиросима, Отакэ, Этадзима, Ивакуни, Масуда и посёлок Акиота.

## Краткие сведения
Город был образован 1 апреля 1988 года путём предоставления поселению Хацукаити городского статуса. Поселение было основано в 1889 году и получило своё название от средневековой ярмарки (ити), которая проходила каждое двадцатое число месяца (хацука). В 1956 году Хацукаити поглотило близлежащие деревни Хира, Хара, Мияути и Дзигодзен. В 2003 году город расширился за счет поселка Сайки и села Ёсива, а в 2005 году присоединились поселки Оно и Миядзима.
По территории Хацукаити проходят главная линия железной дороги JR, хиросимский трамвай, государственные дороги № 2, № 186, № 433 и № 488. В городе пересекаются автострады Санъё и Хиросима-Ивакуни. На севере проходит автострада Тюгоку.
Земли Хацукаити были заселены с древних времен. В IV—VII веках они были центром провинции Аки и принадлежали правителям из рода Саэки. Усилиями этого рода были построены синтоистские святилища Хаятани и Ицукусима. В 1996 году последнее было занесено во Всемирное наследие ЮНЕСКО. В течение средневековья и раннего нового времени Хацукаити был торговым и постоялым пунктом на пути Санъё. Отсюда начиналась дорога Цувано, которая вела в соседнюю провинцию Ивами.
Основой экономики Хацукаити является лесодобывающая и деревообрабатывающая промышленность, а также производство сакэ. В городе расположены ведущие японские предприятия производителей мебели и деревянных покрытий. Традиционные промыслы также связаны с обработкой дерева. Город считается родиной японской игрушки кендама.
К памятникам природы и культуры Хацукаити относятся гора Гокуракудзи (674 м), покрытая первобытным лесом, горячие источники вдоль реки Одзе в районе Сайко, гора Каммури, монастыри, святилища и сокровища острова Миядзима, городской кукольный театр и т. д.

## Население
Население города составляет 112 752 человека (1 июля 2014), а плотность — 230,41 чел./км². Изменение численности населения с 1980 по 2005 годы:
| 1980 | 76 592 чел.  |  |
| 1985 | 89 034 чел.  |  |
| 1990 | 101 630 чел. |  |
| 1995 | 112 591 чел. |  |
| 2000 | 114 981 чел. |  |
| 2005 | 115 530 чел. |  |

## Символика
Деревом города считается сакура, цветком — Rhododendron indicum.